# Свободен
Свободен (болг. Свободен) — село в Болгарии. Находится в Старозагорской области, входит в общину Раднево. Население составляет 148 человек.

## Политическая ситуация
Свободен подчиняется непосредственно общине и не имеет своего кмета.
Кмет (мэр) общины Раднево — Нончо Драгиев Воденичаров (инициативный комитет) по результатам выборов в правление общины.